# Meißwinkel (Kürten)
Meißwinkel ist ein Wohnplatz in der Gemeinde Kürten im Rheinisch-Bergischen Kreis.

## Lage und Beschreibung
Die Ortschaft liegt im Nordwesten von Kürten auf einer Höhe von 248 m an der Großen Dhünntalsperre in unmittelbarer Nachbarschaft zu Weiden.

## Geschichte
Meißwinkel wurde erstmals in dem Jahr 1300/01 als Meysewinkele urkundlich erwähnt. Die Bedeutung lautet „Meisenwinkel“.
Die Topographia Ducatus Montani des Erich Philipp Ploennies aus dem Jahre 1715, Blatt Amt Steinbach, belegt, dass der Ort bereits 1715 als Ort mit zwei Höfen bestand und als Meiswinkel bezeichnet wurde. Aus der Charte des Herzogthums Berg 1789 von Carl Friedrich von Wiebeking geht hervor, dass Meißwinkel zu dieser Zeit Teil der Oberhonschaft im Kirchspiel Kürten im Landgericht Kürten war. Er benennt den Ort als Maswinkel.
Unter der französischen Verwaltung zwischen 1806 und 1813 wurde das Amt Steinbach aufgelöst und Meißwinkel wurde politisch der Mairie Kürten im Kanton Wipperfürth  im Arrondissement Elberfeld zugeordnet. 1816 wandelten die Preußen die Mairie zur Bürgermeisterei Kürten im Kreis Wipperfürth.
Meißwinkel gehörte zu dieser Zeit zur Gemeinde Kürten.
Der Ort ist auf der Topographischen Aufnahme der Rheinlande von 1824 als Meiswinkel und auf der Preußischen Uraufnahme von 1840 als Meiswinkel verzeichnet.
Ab der Preußischen Neuaufnahme von 1892 ist er auf Messtischblättern regelmäßig als Meisswinkel verzeichnet.
1822 lebten 25 Menschen im als Hof kategorisierten und Mesewinkel bezeichneten Ort.
1830 hatte der Ort 27 Einwohner.
Der 1845 laut der Uebersicht des Regierungs-Bezirks Cöln als Hof kategorisierte Ort besaß zu dieser Zeit drei Wohnhäuser. Zu dieser Zeit lebten 23 Einwohner im Meisewinkel genannten Ort, davon alle katholischen Bekenntnisses.
Die Gemeinde- und Gutbezirksstatistik der Rheinprovinz führt Meißwinkel 1871 mit vier Wohnhäusern und 28 Einwohnern auf.
Im Gemeindelexikon für die Provinz Rheinland von 1888 werden drei Wohnhäuser mit 15 Einwohnern angegeben.
1895 hatte der Ort drei Wohnhäuser und 19 Einwohner.
1905 besaß der Ort vier Wohnhäuser und 28 Einwohner und gehörte konfessionell zum katholischen Kirchspiel Kürten.
1927 wurden die Bürgermeisterei Kürten in das Amt Kürten überführt. In der Weimarer Republik wurden 1929 die Ämter Kürten mit den Gemeinden Kürten und Bechen und Olpe mit den Gemeinden Olpe und Wipperfeld zum Amt Kürten zusammengelegt. Der Kreis Wipperfürth ging am 1. Oktober 1932 in den Rheinisch-Bergischen Kreis mit Sitz in Bergisch Gladbach auf.
1975 entstand aufgrund des Köln-Gesetzes die heutige Gemeinde Kürten, zu der neben den Ämtern Kürten, Bechen und Olpe ein Teilgebiet der Stadt Bensberg mit Dürscheid und den umliegenden Gebieten kam.